# Allhelgonakyrkan, Archangelsk
Allhelgonakyrkan (ryska: Храм Всех Святых/Chram Vsekh Svjatykh) är en rysk-ortodox kyrkobyggnad belägen i staden Archangelsk i Archangelsk oblast i nordvästra Ryssland.
Kyrkan tillhör Archangelsks stift.

## Historia

### 1800-talet
Allhelgonakyrkan började byggas 1843 på bekostnad av köpmannen Andrej Fjodorovitj Dolgosjein, som redan hade dött vid den tiden. Enligt hans eget testamente övergick arvet hans dotter, Alexandra Kochurova. Testamentet säger också att det var dotterns bror, köpmannen Aleksej Ivanovitj Tsyvarev, som byggde kyrkan.
Det finns även uppgifter om att donationer till byggandet också gjordes av köpmannens hustru Plotnikova. Kyrkan invigdes den 17 oktober 1843.

### 1900-talet
Någonstans under 1930-talet stängdes kyrkan ner och gjordes om till ett lager.
1946, efter det stora fosterländska kriget, återlämnades kyrkan till stiftet som den tillhör. 
Den första kyrkoherden efter renoveringen var Hegumen Seraphim Shinkarev. 
Den 1 november 1946 utfördes återuppbyggnad av kyrkans interiör. Bland annat uppfördes det ett nytt altare, en tillfällig ikonostas sattes upp och ikoner hängdes upp på väggarna.

## Kyrkobyggnaden
Kyrkan är byggd i senklassicistisk stil. Inne i kyrkan finns också en söndagsskola för församlingsmedlemmarnas barn.

## Bilder

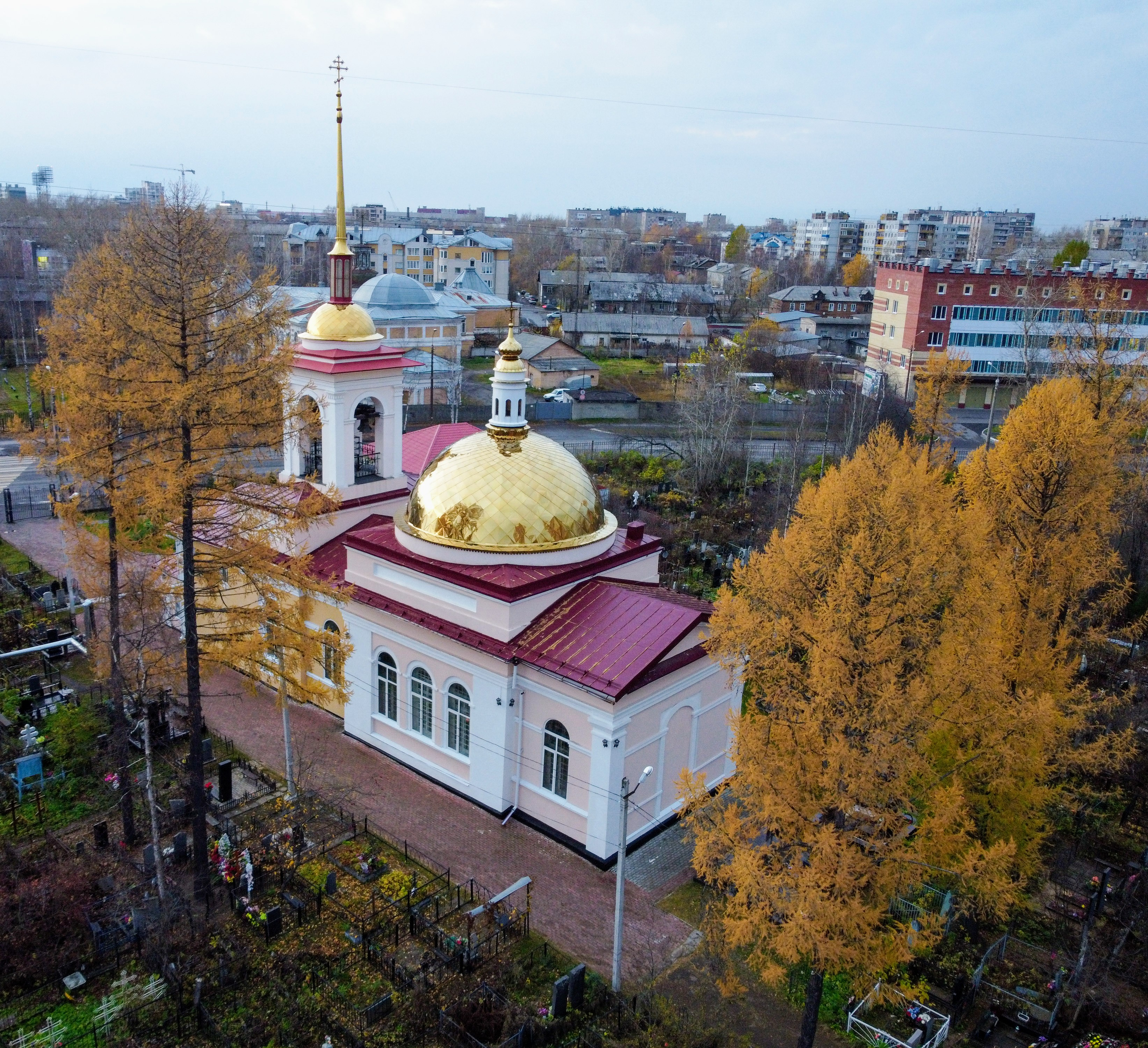
Baksidan.